# Mahroni
Mahroni is een nagar panchayat (plaats) in het district Lalitpur van de Indiase staat Uttar Pradesh. 

## Demografie
Volgens de Indiase volkstelling van 2001 wonen er 8.647 mensen in Mahroni, waarvan 53% mannelijk en 47% vrouwelijk is. De plaats heeft een alfabetiseringsgraad van 67%. 